# فريدريش مولر
فريدريش مولر (بالألمانية: Friedrich Christoph Müller)‏ (و. 1751 – 1808 م) هو عالم عقيدة، من ألمانيا، ولد في آلندورف، كان عضوًا في الأكاديمية البروسية للعلوم، توفي في شفيلم، عن عمر يناهز 57 عاماً.